# ミッシング ID
『ミッシング ID』（原題: Abduction）は、ジョン・シングルトン監督による2011年のアメリカ合衆国のアクション・サスペンス映画である。出演はテイラー・ロートナー、リリー・コリンズ、シガニー・ウィーバー、マリア・ベロ、ジェイソン・アイザックス、ミカエル・ニクヴィスト、アルフレッド・モリーナである。ライオンズゲート配給で2011年9月23日に公開された。

## あらすじ
不良高校生、ネイサン（テイラー）は、同じ内容の夢に悩まされていた。ある日、学校で出された宿題のために、カレン（リリー）とパソコンをいじっていた彼は、誘拐されたまま消息を絶った子どもたちの情報サイトに載せられた1枚の写真が幼いころの自分であることに気づく。
それを機に彼の周囲の人々は、次々と消され始める。ネイサンとカレンは、カウンセラーのベネット医師（シガニー）に逃亡を助けられつつ、衝撃の事実を聞かされる。

## キャスト
※括弧内は日本語吹替
- ネイサン・ハーパー - テイラー・ロートナー（細谷佳正）

高校生。
- カレン・マーフィー - リリー・コリンズ（木下紗華）

ネイサンの幼馴染。
- フランク・バートン - アルフレッド・モリーナ（石住昭彦）

CIAのボス。
- ケビン・ハーパー - ジェイソン・アイザックス（滝知史）

ネイサンの父。
- マーラ・ハーパー - マリア・ベロ（井上まひろ）

ネイサンの母。
- ジェラルディン “ジェリ”・ベネット博士 - シガニー・ウィーバー（藤生聖子）

ネイサンの通っている精神科の分析医。
- ニコラ・コズロフ - ミカエル・ニクヴィスト（高宮俊介）

CIAと犯罪組織を率いている男。
- マーティン・プライス - ダーモット・マローニー

ネイサンの実父。
- ローナ・プライス - エリザベス・ローム（白川万紗子）

ネイサンの実母。
- サンドラ・バーンズ - アントニーク・スミス
- ギリー - デンゼル・ウィテカー（菊本平）

ネイサンの友人。一般市民だができる限りの助力をネイサンにして実際に助かったことがあるなど頼もしい能力を持っている。
- ジェイク - ウィル・ペルツ（松本忍）

ネイサンの友人。
- カルバリ霊園の管理人 - クリストファー・マホニー（松本忍）

## 製作

### 企画
2010年2月にライオンズゲートがショーン・クリステンセンの脚本を買い取り、テイラー・ロートナーが参加した。スタジオは脚本の入札競争に勝ち、100万ドルで買った。ゴッサム・グループとヴァーティゴ・エンターテインメントが、ジェレミー・ベルのアイディアに基づいて脚本を開発した。
ライオンズゲートは、サミット・エンターテイメントの『トワイライト』の最終2作があるロートナーのスケジュールを考慮し、撮影開始を7月に詰めた。3月にジェフリー・ナクマノフは脚本作業のために雇われ、ジョン・シングルトンが監督契約を交わした。ダグ・デイヴィソン、エレン・ゴールドスミス＝ヴァイン、リー・ストルマン、ロイ・リーが製作、ジェレミー・ベル、ガブリエル・メイソンが製作総指揮を務める。また、ロートナーの父のダン・ロートナーも製作に参加している。

### 撮影
3500万ドルの製作費をかけ、2010年7月12日にペンシルベニア州ピッツバーグで主要撮影が始まった。2008年から2009年にかけての『ブラッディ・バレンタイン3D』、『Warrior』、『スリーデイズ』の撮影後、ライオンズゲートはペンシルバニア州の税額控除プログラムによる税的利点のために戻った。6月にカーネギーメロン大学でエキストラが公募され、『トワイライト』ファンのティーンエイジャーを含む900人が集まった。
映画のシーンの多くはマウントレバノンやフォワード・タウンシップで撮られた。また、ピッツバーグ郊外北部のハンプトン・タウンシップのハンプトン高校でも撮影され、実際の学生、チアリーダー、マーチングバンドが映画で登場した。製作は2010年9月まで続いた。

## サウンドトラック
1. Train – "To Be Loved"
2. レニー・クラヴィッツ – "Come On Get It"
3. Raphael Saadiq – "Heart Attack"
4. Oh Land – "Twist"
5. Hot Bodies in Motion – "Under My Skin"
6. Black Stone Cherry – "Blame It on the Boom Boom"
7. Blaqk Audio – "The Witness"
8. コブラ・スターシップ – "#1 Nite"
9. Alexis Jordan – "Good Girl"
10. Matthew Koma – "Novocaine Lips"
11. Superstar Shyra – "DJ Love Song"
12. Donora – "The Chorus"
13. Andrew Allen – "Loving You Tonight"
14. Edward Shearmur – "Abduction Suite"

## 評価

### 批評家の反応
本作は批評家には酷評された。Rotten Tomatoesの集計によると、95件のレビューで支持率は4%、平均点は10点満点で3.2点である。主流の批評家のレビューから加重平均値を出すMetacriticでは20件のレビューで、100点満点中25点となった。主演のテイラーは最低男優賞に選ばれた。

### 興行収入
北アメリカでは約2800万ドル、世界全体では約8200万ドルを売り上げた。

## ホームメディア
北米では2012年1月17日にDVDとBlu-rayが発売された。